# Ikonostas

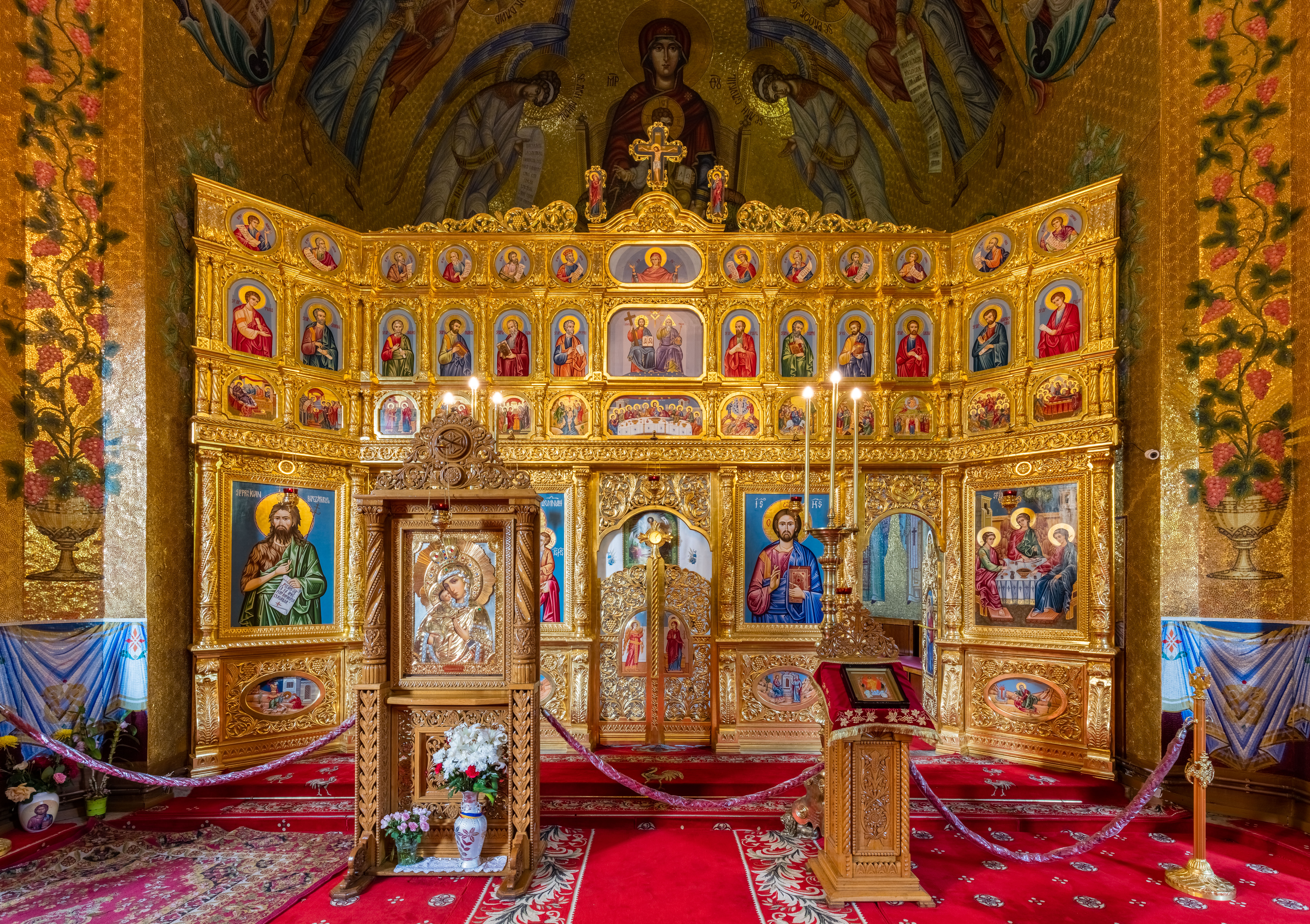
Ikonostas cerkwi w monasterze Cocoș w Rumunii

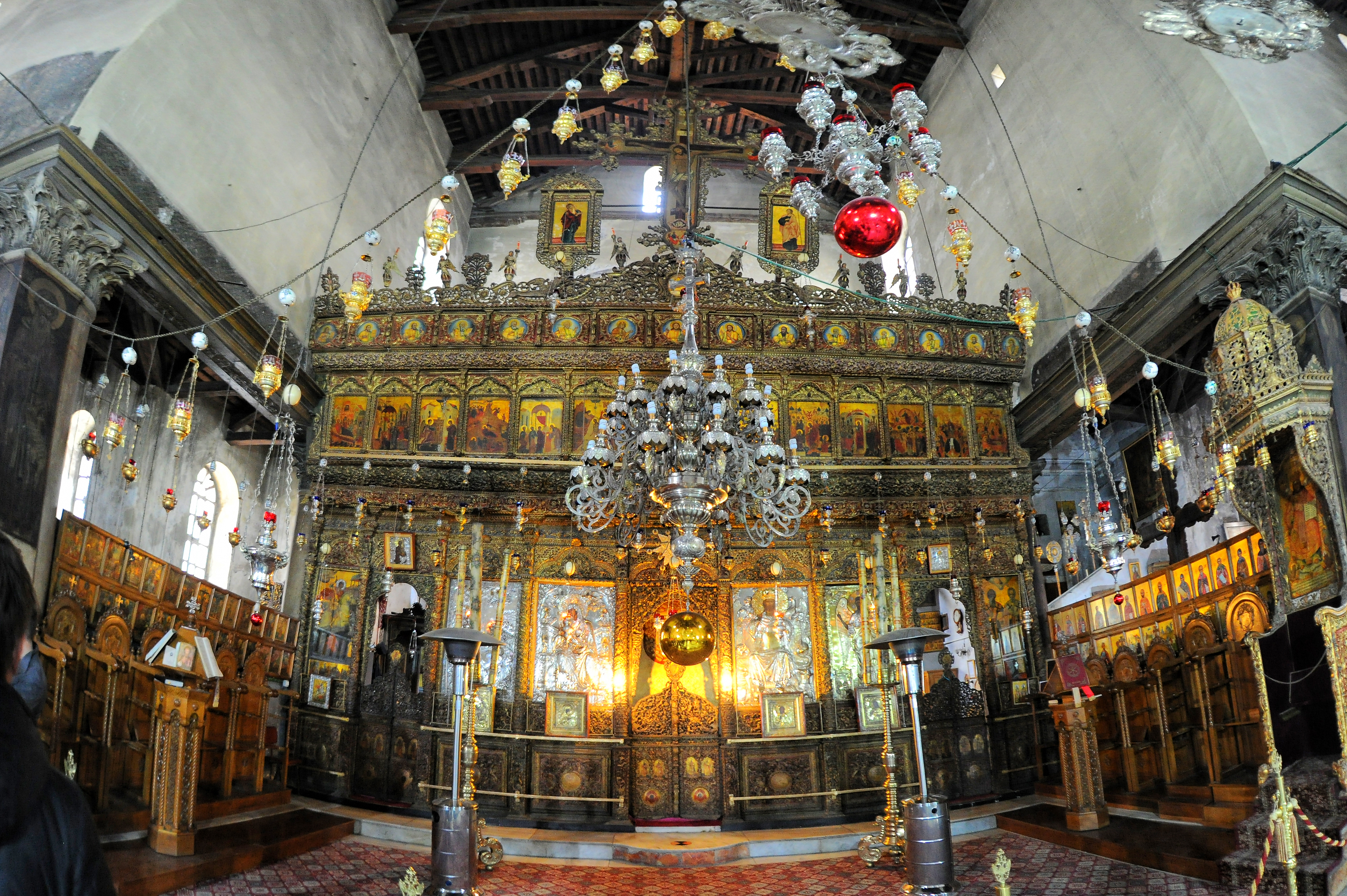
Ikonostas w bazylice Narodzenia Pańskiego w Betlejem

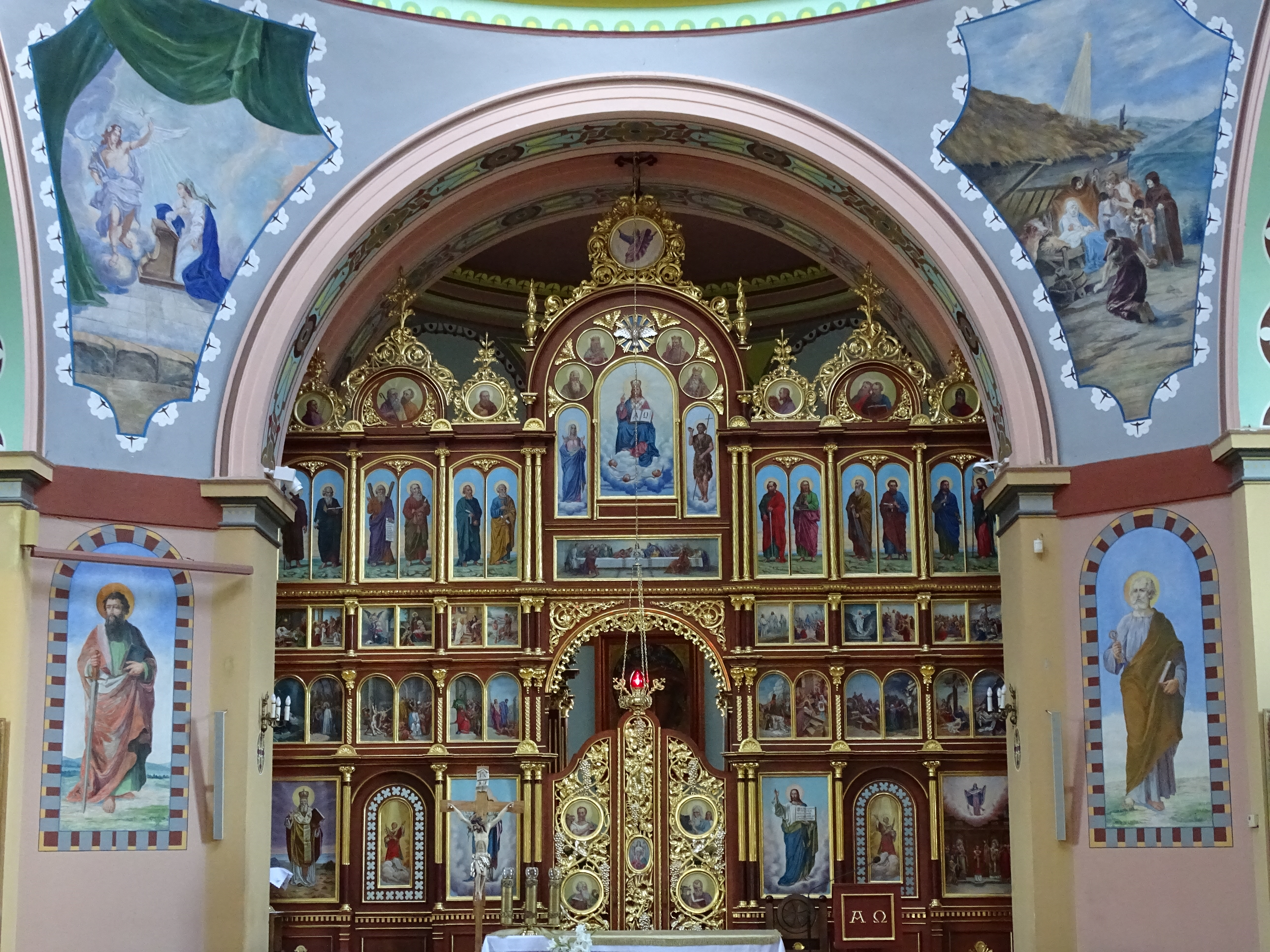
Ikonostas – Kościół Matki Boskiej Pośredniczki Łask w Szlachtowej

Ikonostas (gr. eikonostasion, eikonostasis (od: eikón „obraz”, stásis „postawienie” ew. histemi „miejsce”); cs. ikonostaw lub obrazostav) – we wschodnich Kościołach chrześcijańskich tradycji bizantyńskiej ozdobna, wykonana z kamienia, drewna lub metalu, pokryta ikonami przegroda we wnętrzu cerkwi, która znajduje się między miejscem ołtarzowym (swiatłyszcze, sanktuarium, prezbiterium), a nawą (naos) przeznaczoną dla wiernych. Innym greckim określeniem jest templo.
Ikonostas wywodzi się od templonu świątyń bizantyńskich. W starożytności elementem rozdzielającym główną nawę od prezbiterium była niewysoka, kamienna, marmurowa lub ażurowa barierka z bramką i kolumienkami, które u góry były łączone architrawem. Na takiej przegrodzie zawieszano wyobrażenia świętych i tkaniny dekoracyjne. Swoje kanoniczne formy jako uporządkowany zbiór obrazów (tak zwany ikonostas wysoki) umieszczonych na przegrodzie ołtarzowej ikonostas zyskał w XIV-XV wieku na Rusi. Z Rusi taka konstrukcja przeniknęła na Athos, skąd upowszechniła się na terenach dawnego Cesarstwa Bizantyńskiego, w Grecji oraz na pozostałym obszarze Bałkanów. Ikonostas całkowicie różnicuje kościół grecki od rzymskiego pod względem układu wnętrza.
Według nauki Cerkwi prawosławnej sanktuarium jest symbolem nieba, miejsca szczególnego przebywania Boga. Tam kapłan sprawuje Boską Liturgię, tam znajduje się tabernakulum (cs. darochranitielnica). Ikonostas wprowadza wiernych w mistykę wydarzeń dziejących się w miejscu ołtarzowym. Wierni mogą spoglądać na wizerunki świętych i proroków w celu lepszego zrozumienia Liturgii, zgodnie z poglądem, że człowiek nie jest w stanie pojąć rozumem dziejących się tam wydarzeń. Ikonostas obrazuje Niebo, którego namiastką staje się Sanktuarium.

## Geneza ikonostasu

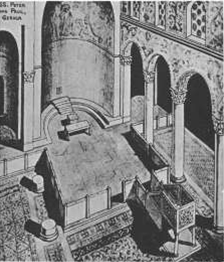
Rekonstrukcja barierek w prezbiterium bazyliki św. Pawła i Piotra w starożytnej Gerazie (obecnie w Jordanii)

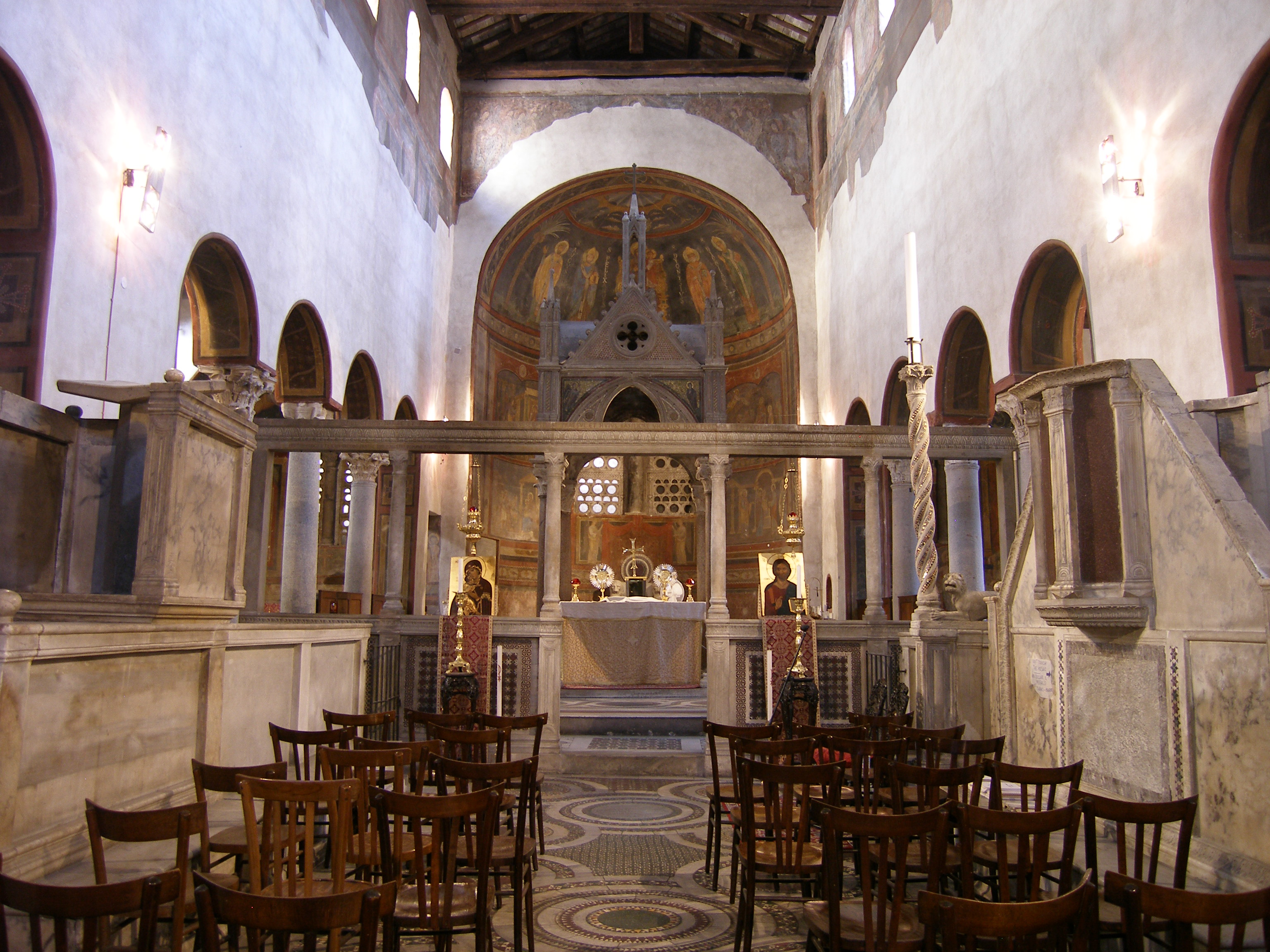
Templon w bazylice Santa Maria in Cosmedin w Rzymie

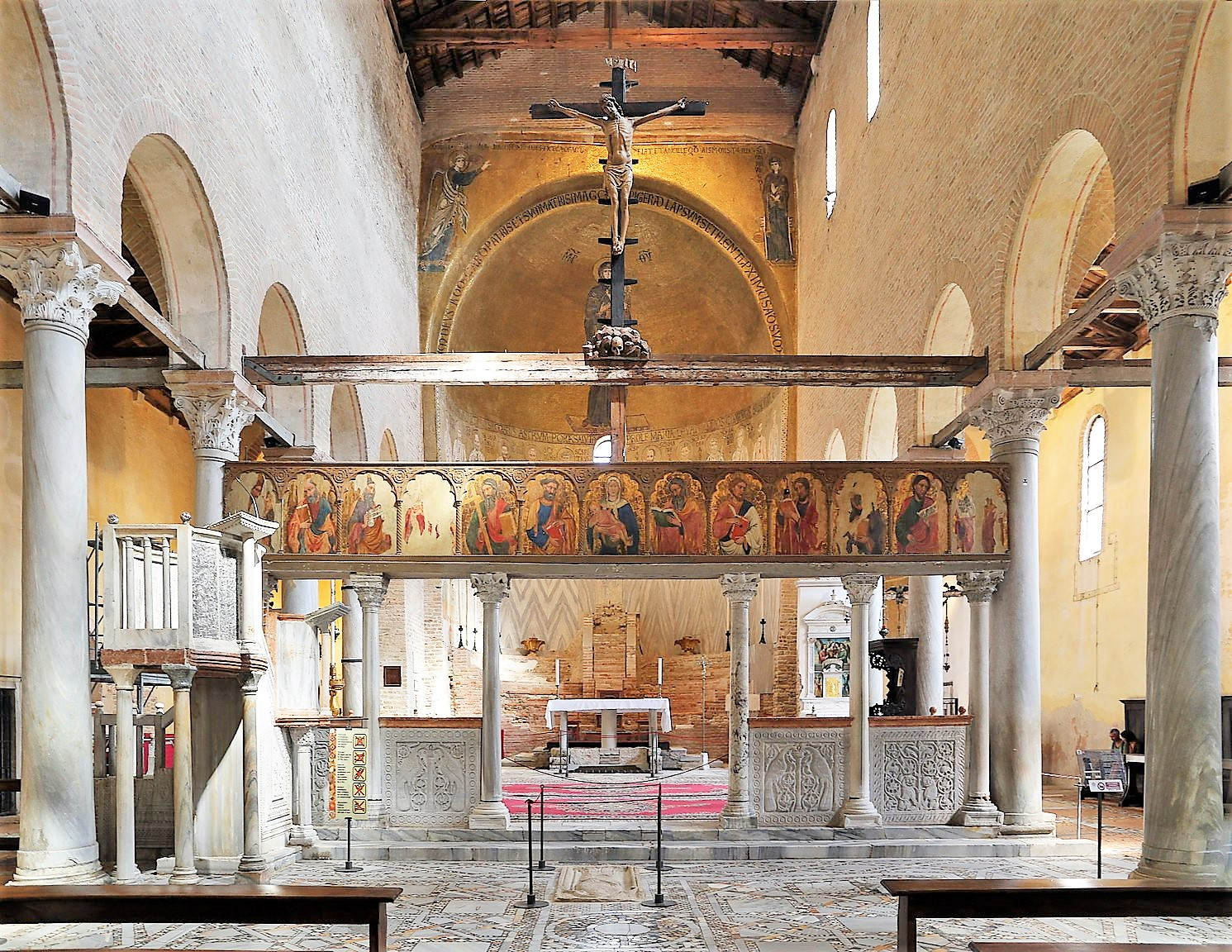
Templon z ikonami na architrawie w bazylice Santa Maria Assunta di Torcello (VII w.)

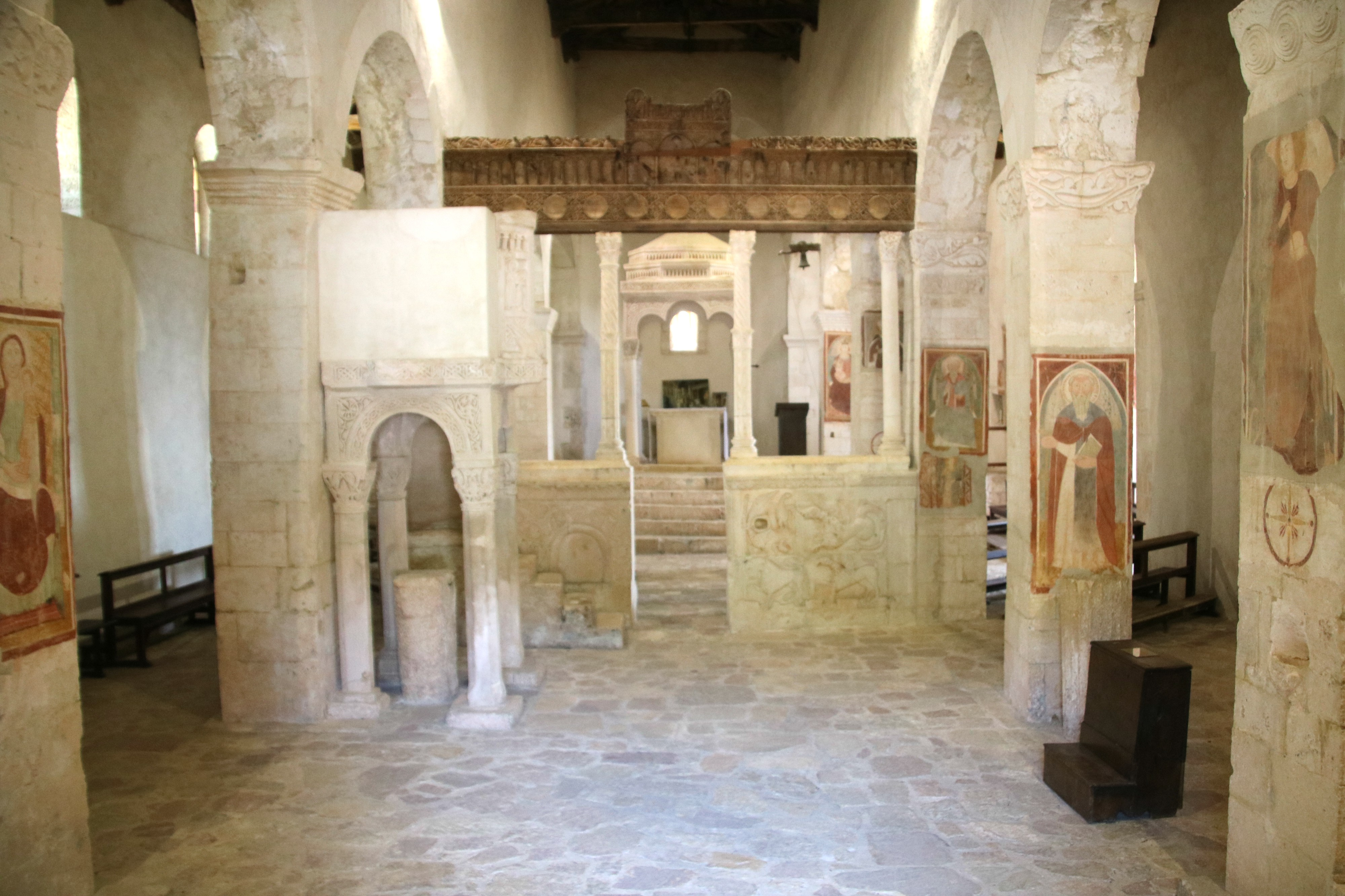
Templon w kościele Santa Maria in Valle Porclaneta w Abruzji

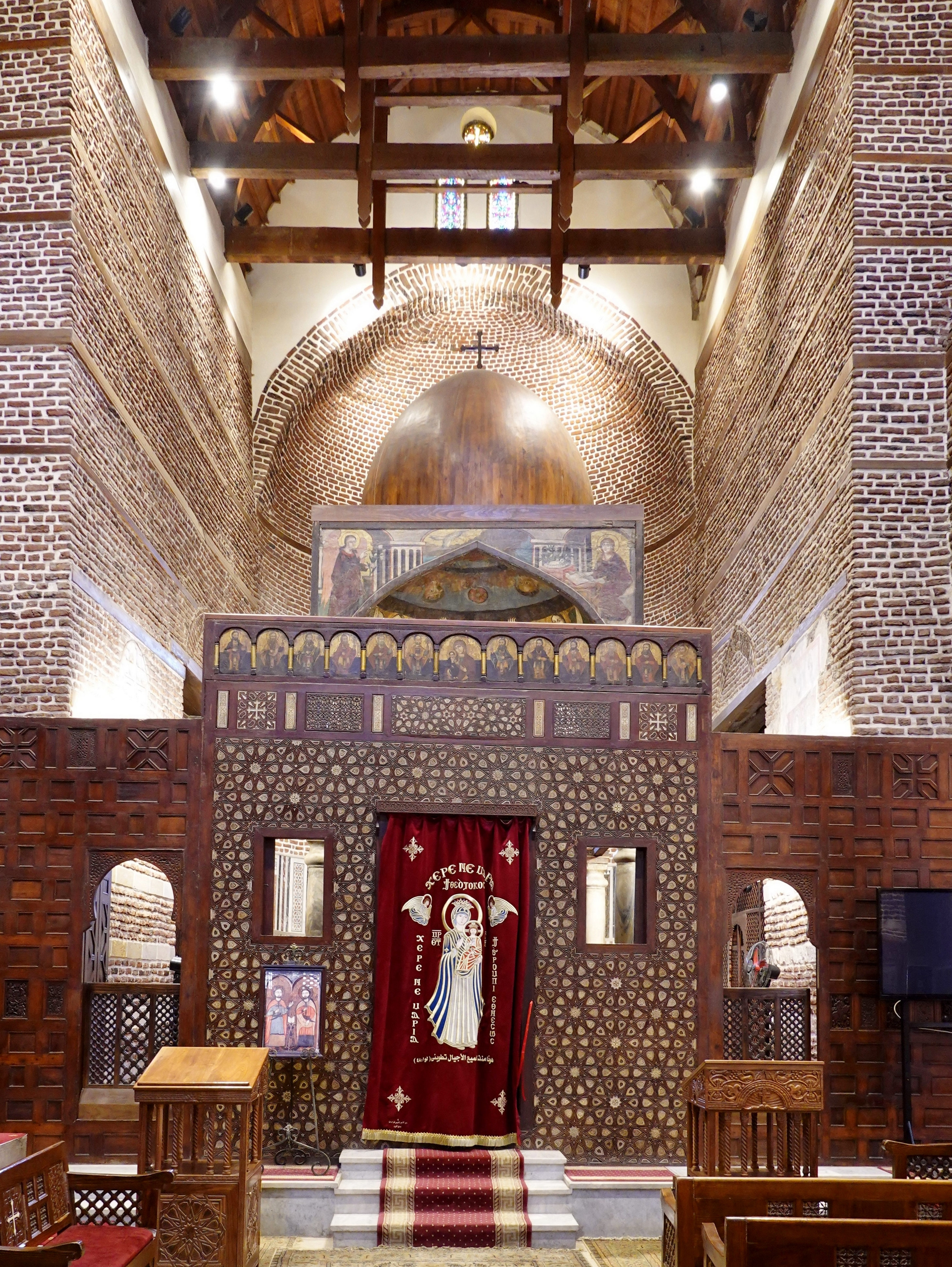
Przegroda w kościele św. Sergiusza w Kairze (IV lub V w.)

W Kościele pierwotnym miejscami do zebrań wspólnot wiernych były domy zamożnych chrześcijan. Domy przystosowane do takich spotkań liturgicznych (domus ecclesiae) nie różniły się w istotny sposób od zwykłych budynków mieszkalnych. Wydzielona w nich była część mieszkalna duchownych, biblioteka i pomieszczenie magazynowe. Około roku 200 gminy chrześcijańskie były już właścicielami budynków używanych w celach liturgicznych. Najstarszym odkrytym przykładem architektury wczesnochrześcijańskiej, w którym architektura sakralna miała wyraźne indywidualne cechy, różne od wcześniej obowiązujących rysów kultury grecko-rzymskiej, jest domus ecclesiae w Dura Europos w południowo-wschodniej Syrii nad Eufratem. Wyposażenie tego domu modlitw, datowanego na 1. połowę III w., było bardzo skromne, w znacznej mierze wykonane z drewna. Usytuowana centralnie sala spotkań miała 60 m² powierzchni, a miejsce przeznaczone dla prezbiterów było oddzielone od miejsca wiernych niską, drewnianą barierką. Także w późniejszej, datowanej na początek IV w. bazylice Matki Bożej Wniebowziętej w Akwilei część przeznaczona dla duchowieństwa była oddzielona od przestrzeni dla wiernych niską, marmurową przegrodą ołtarzową.
W konsekwencji wydania przez cesarza zachodniej części Cesarstwa Rzymskiego Konstantyna Wielkiego oraz cesarza wschodniej części Licyniusza w 313 roku edyktu mediolańskiego gwarantującego wolność wyznania wiary w Cesarstwie gwałtownie rosła liczba nowych chrześcijan. Tym samym pojawiła się potrzeba zapewnienia znacznie większych budowli dla sprawowania kultu. Potrzebę tę zaspokoiły budowy bazylik. Forma kościoła bazylikowego wywodziła się z rzymskiej bazyliki sądowej. W nowych, obszernych chrześcijańskich bazylikach duchowni i wierni także byli od siebie oddzielani niską przegrodą, zbudowaną z marmuru lub z drewna.

„Gdy więc w taki sposób wykończył świątynię, wyposażył ją w wyniosłe trony dla uczczenia tych, którzy przewodniczą liturgii, a oprócz tego w szereg ław ustawionych dla ogółu, jak każe zwyczaj, w pewnym porządku. Przede wszystkim zaś w środku wzniósł Święte Świętych, ołtarz, i by go uczynić niedostępnym dla tłumu, otoczył go drewnianą kratą, rzeźbioną w jej górnej części tak nadzwyczaj kunsztownie, że jej wygląd budzi podziw u wszystkich, którzy na nią patrzą”.

Ikonostas wywodzi się więc wprost od templonu świątyń bizantyńskich. Początkowo elementem rozdzielającym główną nawę od prezbiterium była niewysoka, kamienna, marmurowa lub ażurowa barierka. Od czasów Justyniana I Wielkiego templon upiększano kolumienkami, które u góry były łączone architrawem. Później dodano także bramkę, z czasem zastępowaną zasłoną rozciągniętą między filarami. W okresie między III a VII w. powstało kilka sposobów oddzielania przestrzeni liturgicznej od miejsc dla wiernych. W Armenii stosowano zasłonę, dwie zasłony w Chaldei (zasłonę wielkiej bramy i zasłonę ołtarza), w Etiopii ażurowe przegrody otaczające ołtarz z czterech stron, kamienne przegrody w Persji, a drewniane przepierzenia w Syrii. Na takiej przegrodzie zawieszano wyobrażenia świętych i tkaniny dekoracyjne. Były lokowane na architrawie lub na ściance stanowiącą dolną część przegrody, a później także na bazach i kapitelach kolumn. Aż do XIV w. przegrody nie zakrywały przestrzeni prezbiterium.
Pierwotną funkcją wczesnobizantyńskiej przegrody ołtarzowej było chronienie sanktuarium przed wstępem osób niepowołanych, a także utrzymywanie porządku podczas obrzędów liturgicznych. Zarówno Ojcowie Kościoła, jak i IV-V-wieczni historiografowie opisywali wiele negatywnych zachowań, którym tamę stawiała przegroda ołtarzowa. Między innymi Grzegorz z Nazjanzu i Jan Chryzostom wspominali o tłumach napierających na barierki i wyznawcach zachowujących się nagannie. Zakaz wchodzenia za przegrodę był szczególnie mocno przestrzegany na Zachodzie. Zakaz ten był ponowiony w kanonie V synodu w Tours z 567 roku, a zakaz wchodzenia za przegrodę przez kobiety był wprowadzony przez synod w Nantes (895). Z kolei na Wschodzie przywilej wstępu za templon przysługiwał cesarzom.
Poczynając od V w., ten element architektoniczny przybierał bardziej rozbudowaną formę i zaczął funkcjonować jako wysoka przegroda obwieszona ikonami. W drugiej połowie VI w. bizantyński poeta, autor ekfraz i epigramatów Paweł Silencjariusz w jednym ze swoich poematów opisał wnętrze kościoła Mądrości Bożej w Konstantynopolu (Hagia Sophia), który był później wzorcem architektury sakralnej dla całego Cesarstwa Bizantyńskiego i terenów, na które docierały jego kulturowe i polityczne wpływy. Z opisu wynika, że do sanktuarium zlokalizowanego we wschodniej części kościoła prowadziło troje drzwi, z których środkowe były największe. Rozwojowi sukcesywnego odgradzania prezbiterium od nawy sprzyjało zanikanie synthrononu i stopniowe zanikanie pastoforiów poprzez wchłanianie ich przez prezbiterium. Taka zmiana ukształtowania przestrzeni znalazła odzwierciedlenie w kształtowaniu się trzech wejść, czyli centralnie ulokowanych wrót królewskich i dwóch bocznych drzwi diakońskich po bokach.
Około VI w. na templonach zaczęto umieszczać pierwsze wyobrażenia ikonograficzne, a tym samym przegroda ołtarzowa zaczęła zyskiwać sakralny charakter. Umieszczane obrazowania miały niewielkie rozmiary (np. prawdopodobnie kamienne płaskorzeźby w medalionach umieszczonych na architrawie templonu w konstantynopolskim kościele Mądrości Bożej), co nie pozwala na uznanie ich za przedmioty kultu. Od VII w. templony wraz z ulokowanymi na nich obrazowaniami stawały się centralnymi miejscami kościołów, na których zatrzymywała się uwaga wiernych.
Kontrowersje ikonoklastyczne z okresu 725-843 wpłynęły negatywnie na funkcjonowanie także takiej formy kultu ikon kościołach, ale ostatecznie Kościół wschodni uznał ikony za główną formę przedstawienia Bożego objawienia, a tym samym przywrócił możliwość przedstawiania wiernym historii chrześcijańskiej w formie ikonostasu, do kontemplacji podczas sprawowania liturgii.
Brak jest danych, które by umożliwiały uchwycenie momentu transformacji wczesnobizantyńskiego templonu w ikonostas. Umownie bywa przyjmowane, że prawdopodobnie następowało to sukcesywnie na terenie oddziaływania Cesarstwa Bizantyńskiego w okresie od IX do XIV w. Znaczny wpływ na ten proces miało niewątpliwie ustanowienie święta Tryumfu Ortodoksji w 843 roku, a pełny ikonostas pojawił się nie wcześniej niż w X wieku, a większość badaczy przyjmuje, że nastąpiło to dopiero w XIV w. Nie można także wykluczyć, że dokonało się to dopiero po upadku Bizancjum.
Bizantyńskie monumentalne przegrody z okresu X-XII w. zawierały szereg kolumn z parapetami i połączonych architrawami, a pośrodku znajdowało się przejście. Przegroda była zwieńczona krzyżem i zawierała kilka lub więcej ikon, wśród których centralne miejsce zajmowała grupa deesis. Zarówno świątynie bizantyńskie, jak i ruskie do XIV w. nie były zabudowywane wielorzędowymi ikonostasami, ale miały jedynie niskie, mieszczące się między filarami przegrody.
Na Rusi niewysokie templony pojawiły się wraz z przyjęciem chrześcijaństwa (988). Do okresu najazdu mongolskiego (1238-1240) w kościołach na Rusi funkcjonowała niska, jednorzędowa przegroda. Jej wysokość sięgała do klatki piersiowej dorosłego człowieka i z tego powodu używano dla niej nazwy grud’ (w jęz. cs. „pierś“). Po upadku Cesarstwa Bizantyńskiego w 1453 Ruś stała się główną spadkobierczynią tradycji wschodniochrześcijańskiej. To tam w XIV w. wykształcił się tzw. ikonostas na półkach. Określenie to wiąże się z tym, że ikony mocowano do półek umocowanych między kolumnami. Początkowo była to jedna półka, potem dwie, a później trzy.
Ostatecznie, w XIV i XV w. na Rusi ukształtował się tak zwany ikonostas wysoki, który często sięga aż do sklepienia cerkwi. W przegrodach tego typu stosowano trzy przejścia. Taka ewolucja przebiegała stopniowo, w różnych częściach Rusi w innym tempie. Poszczególne hipotezy przedstawiają różne możliwe etapy ewolucji ikonostasu na Rusi. Według jednej z nich pierwotnie na przegrodach umieszczano ikony Matki Bożej i Chrystusa, a dopiero z czasem dołączano do nich ikony namiestne (miejscowe), czczone w danej cerkwi lub ikony lokalnych świętych czy świąt. Gdy już wyczerpywano miejsca dla 4 ikon, to wówczas tworzono wyższy rząd i tam lokowano kolejne obrazowania.
Z kolei inna hipoteza głosi, że rząd ikon namiestnych ukształtował się jako ostatni, bowiem dwie główne ikony dolnego rzędu miały być wcześniej lokowane na filarach, powyżej królewskich wrót, i nie powodowały zasłaniania wiernym widoku na to, co wydarzało się w prezbiterium. Taki pogląd ma wynikać z zachowanych opisów przegród cerkwi nowogrodzkich. Według zachowanych zapisów te dwie ikony wstawiono do rzędu namiestnego ikonostasu Soboru Mądrości Bożej w Nowogrodzie Wielkim dopiero po przebudowie w 1528.
Rosyjski historyk Cerkwi Jewgienij Gołubinski także uważał, że namiestne ikony funkcjonowały w cerkiewnym obrazowaniu wcześniej, ale nie były sytuowane w dolnym rzędzie przegrody ołtarzowej. Jego zdaniem rozbudowa dolnego rzędu miała nastąpić dopiero w XVII w., na co dowodem mają być zapisy z XV w. dotyczące przegrody ołtarzowej w Soborze Uspieńskim w Moskwie, które wspominają jedynie o wykonaniu w tym czasie ikony deesis. Do XVII w. rzędu ikon namiestnych nie zawierał także ikonostas kościoła Przemienienia Pańskiego klasztoru Świętej Katarzyny na Synaju.
Najprawdopodobniej więc w okresie kształtowania się dolnego rzędu ikonostasu nie istniał znany współcześnie schemat doboru ikon. Prawdopodobnie były dobierane dość dowolnie, bez określonego porządku, obrazowane tematy mogły się dublować i nie była ustalona symetryczność kompozycji. Tak ukształtowana konstrukcja przeniknęła z Rusi na Athos, skąd upowszechniła się na terenach dawnego Cesarstwa Bizantyńskiego, w Grecji oraz na pozostałym obszarze na Bałkanów. Najstarsze zachowane ikonostasy z terenów dawnej Rzeczypospolitej pochodzą z XVII w. Wygląd wcześniejszych przegród ołtarzowych z tych terenów jest odtwarzany przez badaczy na podstawie ikon pochodzących z XV i XVI wieku, a także elementów konstrukcyjnych ściany prezbiterium w najstarszych zachowanych cerkwiach. Dwie najstarsze informacje o ikonostasach na terenie współczesnej Białorusi pochodzą również z XVI w. Obydwa te ikonostasy (z monasteru leczczyńskiego pod Pińskiem z 1588 roku oraz monasteru spaskiego w Kobryniu) miały 3 rzędy ikon.
W latach 20. XVII w. ustaliła się nowa forma ikonostasu, określana przez badaczy mianem zachodnioukraińskiego. W tej kompozycji ujednolicony został program ikonograficzny. Przegroda uzyskała formę wysokiej drewnianej konstrukcji niezależnej od architektury cerkwi i podobnie jak ikonostas wielkoruski, zasłaniała prawie całość arkady sanktuarium. Była to już forma małej architektury. Poszczególne rzędy, uprzednio komponowane niezależnie od siebie, zaczęły być podporządkowane rytmowi osi wertykalnych, które wyznaczały królewskie i diakońskie wrota. Rząd świąteczny został umieszczony bezpośrednio nad namiestnym, a ponad rząd deesis wprowadzono – jak w ikonostasach wielkoruskich – rząd proroków. Istotną rolę w zdobnictwie ikonostasu zaczęła pełnić rzeźba. Przyswajane były ornamenty manierystyczne, a później także zachodnie wzorce barokowe, niektóre czerpane wprost z polskich kościołów katolickich.
Termin „ikonostas” po raz pierwszy pojawił się w rosyjskich pismach w 1528 roku, kiedy to zbudował je Makary, metropolita nowogrodzki, a w dokumentach wizytacyjnych upowszechnił się dopiero w XIX w.

## Ewolucja przegrody ołtarzowej i symbolika
Pojawienie się w świątyniach chrześcijańskich przegrody ołtarzowej nawiązuje do starotestamentowej świątyni w Jerozolimie, w której Święte Świętych było oddzielone Zasłoną Świątyni, do której dostęp miał tylko Najwyższy Kapłan, a także do architektury synagog i bazyliki Grobu Świętego, a na Zachodzie do układu architektonicznego państwowych bazylik. Pierwszą formą przegrody ołtarzowej kościołów bizantyńskich była niska barierka, która nie przesłaniała wiernym pełnego widoku na toczące się obrzędy liturgiczne. W różnych częściach Palestyny, południowej Fenicji i Arabii zachowały się rzeźbione przegrody wykonane z marmuru lub wapienia, ozdobione powtarzalnymi motywami, które rzadko podlegały modyfikacjom. W okresie od III do VIII w. na wschodzie powstało kilka sposobów wydzielania przestrzeni prezbiterium: w Armenii służyła w tym celu zasłona, w Chaldei dwie zasłony (od strony nawy – zasłoną wielkiej bramy oraz zasłoną ołtarza), w Etiopii ażurowa przegroda, w Persji kamienna ściana, w Syrii drewniane przepierzenie, a w Bizancjum templon. Do najczęstszych motywów zdobniczych należały: krzyż łaciński, krzyż maltański w wieńcu laurowym, stephanostaurion (motyw symbolizujący triumf Chrystusa nad śmiercią oraz odkupienie i zbawienie) oraz krzyż stojący na trzech półkolach symbolizujących pagórek Golgoty. Półkolu symbolizującemu Golgotę towarzyszyła czasem para owiec lub jeleni. W VI w. przegrody zaczęły się także pojawiać w synagogach i zdobione były żydowskimi motywami.
Kolejnym etapem rozwoju przegrody w kościołach chrześcijańskich był templon, uzupełniany przez architraw wsparty na kolumnach. Sukcesywne modyfikacje i ewolucja przegrody w solidną ścianę wynikało z połączenia czynników kulturowych i teologicznych, w tym doktryny bizantyńskiego nurtu mistycznego (hezychazm), która sprzyjała kontemplacji ikon.
U podstaw zmian w formie ikonostasu leżała potrzeba fizycznego oddzielenia przestrzeni cerkwi niebiańskiej od cerkwi ziemskiej. Ikonostas zakrywa przed wiernymi ołtarz, co ma wyrażać, że człowiek nie zawsze może mieć kontakt z Bogiem bez pośrednictwa świętych. Już Paul Evdokimov twierdził, że przyczyną rozwoju przegrody ołtarzowej poprzez stopniowe wypełnianie ikonami przestrzeni między nawą a prezbiterium były względy dydaktyczne. Dzięki ikonostasowi miało następować „nauczanie wizualnie poprzez pokazywanie wiernym ekonomii zbawienia i jej postęp”. Prof. Tatiana Misijuk, specjalistka w zakresie architektury sakralnej, przytacza wyjaśnienia św. Symeona, który opisywał, że „kolumny ikonostasu reprezentują firmament, oddzielający to co duchowe od zmysłowego”, pozioma belka ikonostasu ma „oznaczać zjednoczenie przez miłość niebiańskiego i ziemskiego”, a ulokowane w namiestnym rzędzie ikony Bogurodzicy i Chrystusa wskazują, że „przebywają w niebie i wśród ludzi”.

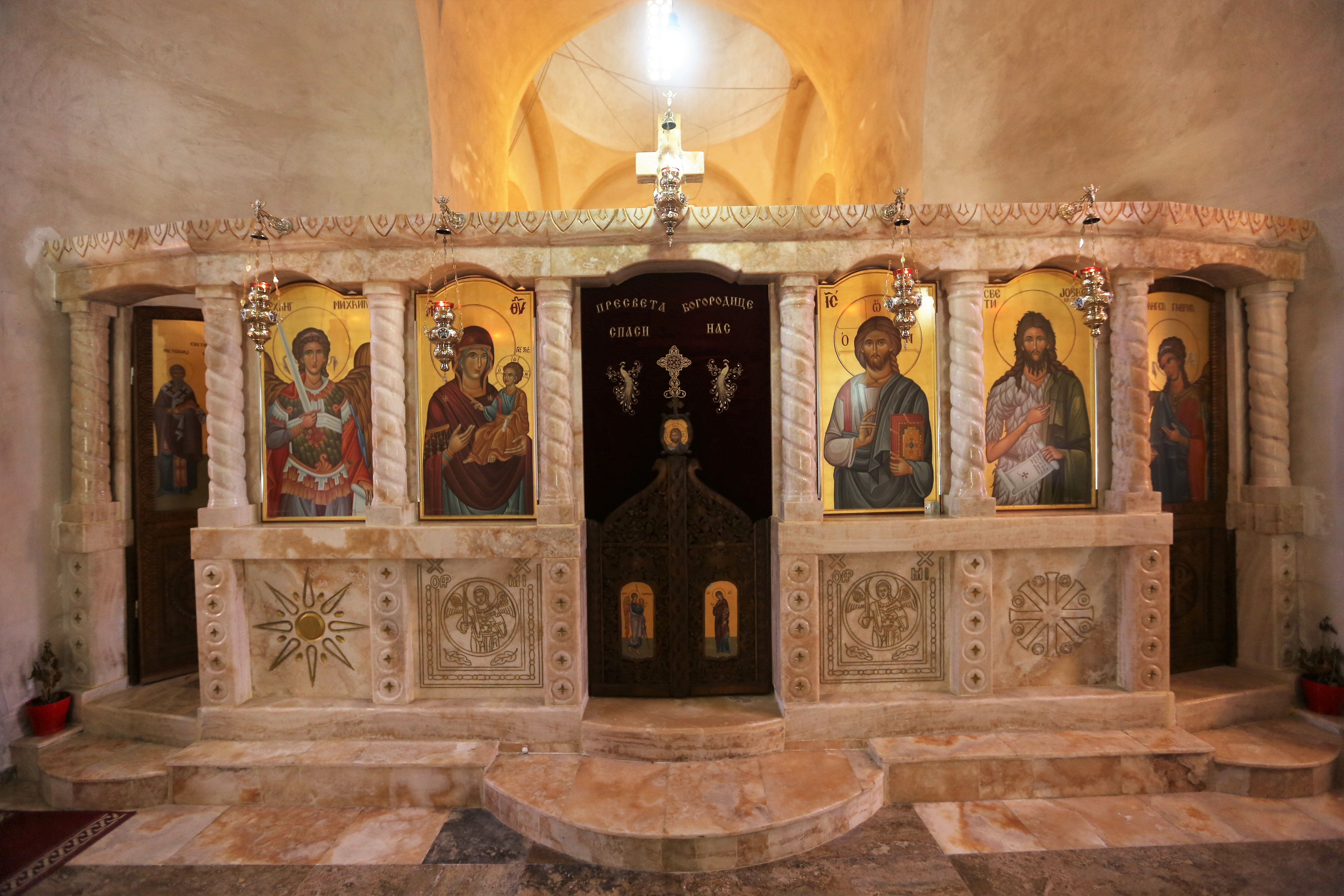
Jednorzędowy ikonostas w cerkwi w Pustec, Albania

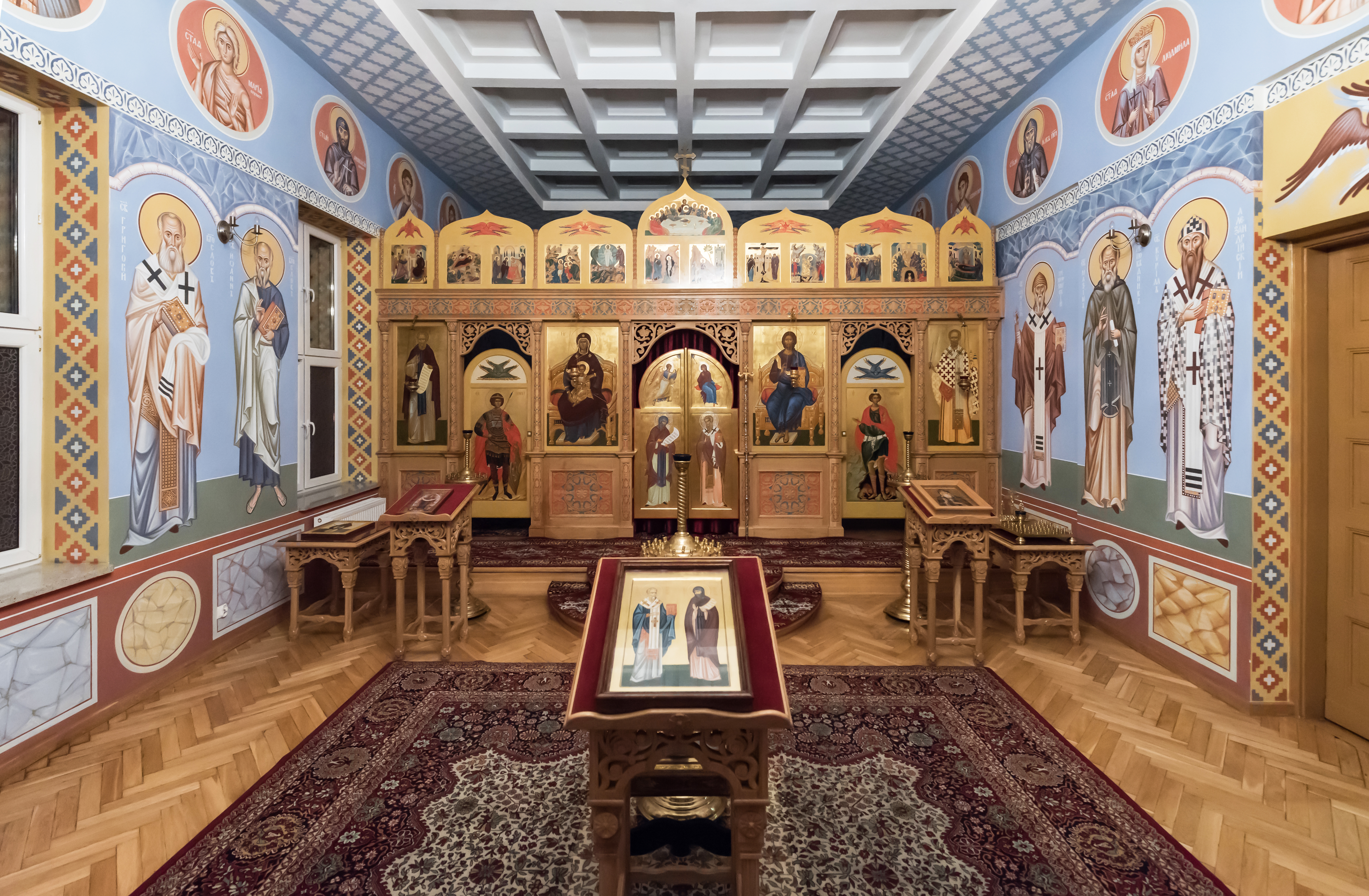
Dwurzędowy ikonostas w kaplicy akademickiej świętych Cyryla i Metodego w Warszawie

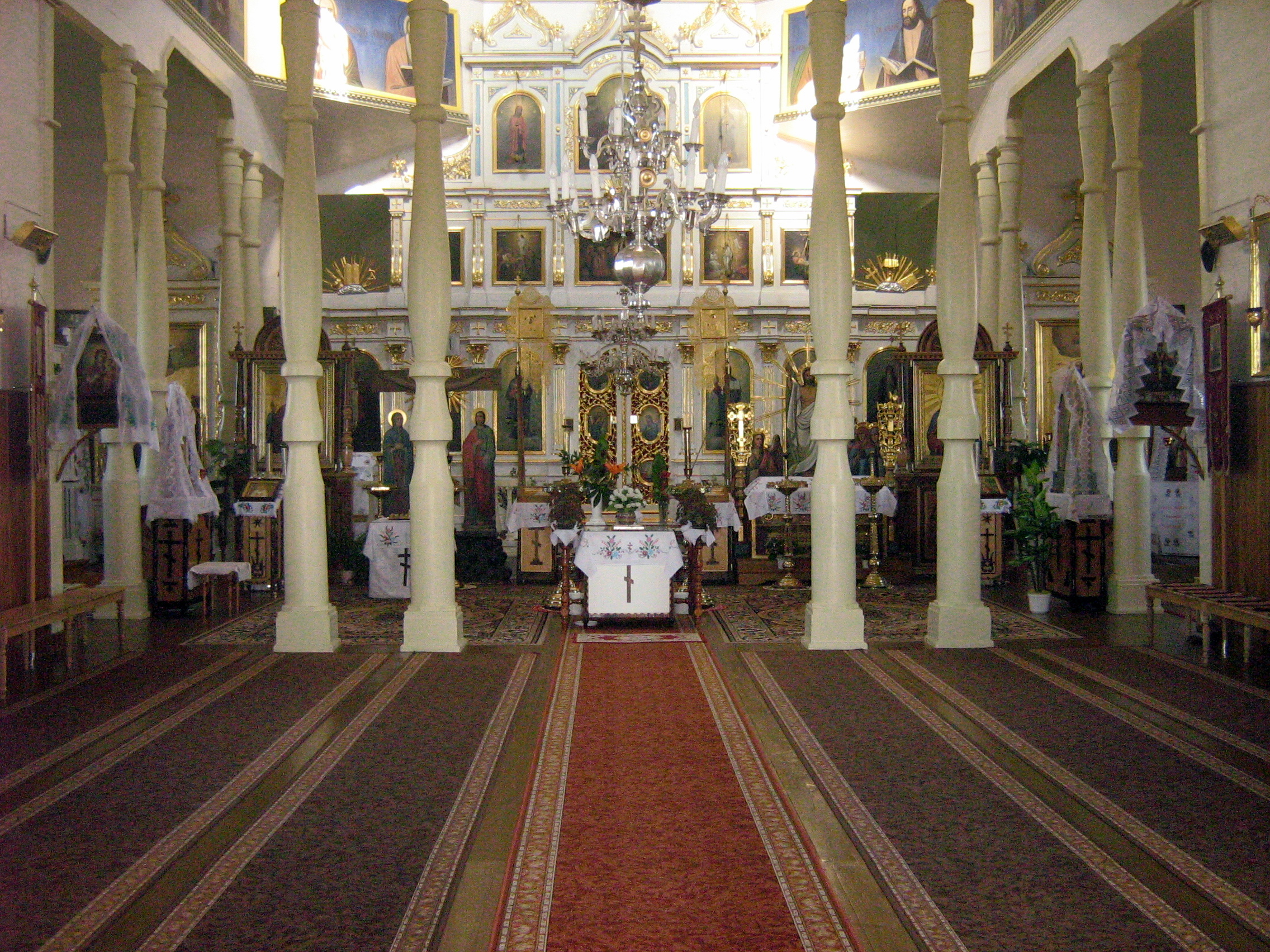
Trzyrzędowy ikonostas w cerkwi św. Apostoła Jakuba w Łosince

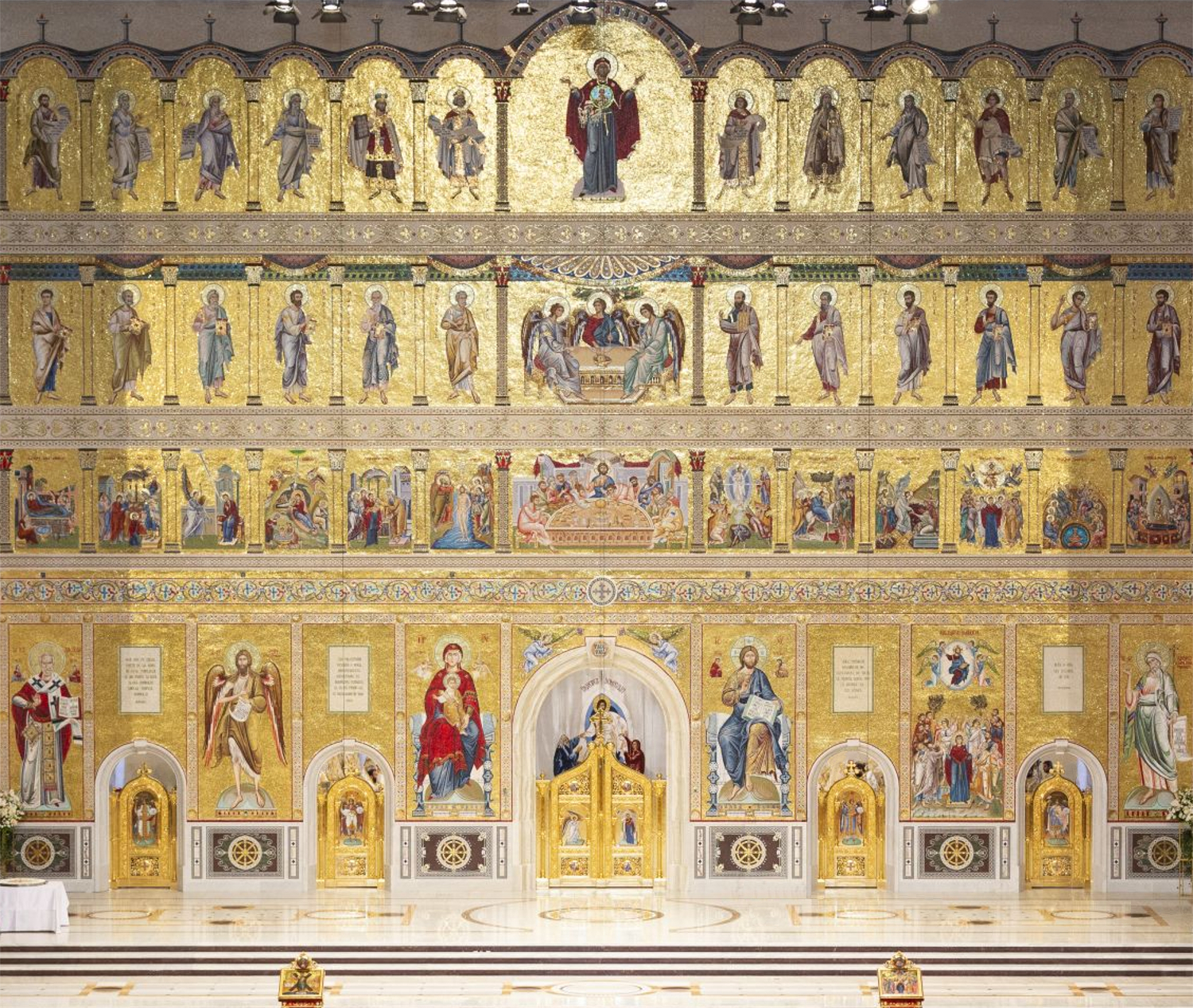
Czterorzędowy ikonostas w Catedrala Mântuirii Neamului w Bukareszcie

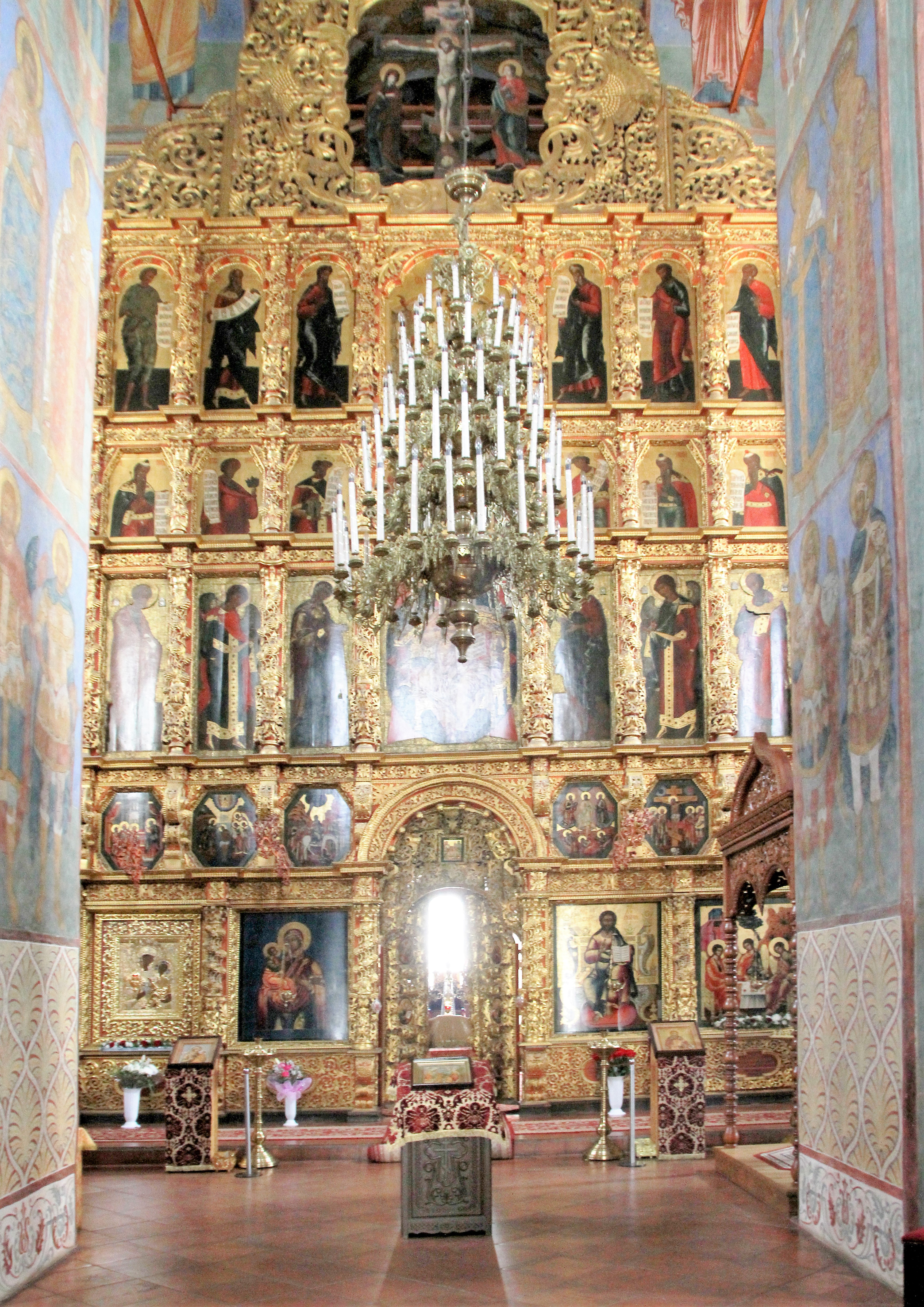
Pięciorzędowy ikonostas w Monasterze Ipatiewskim w Kostromie

## Układ ikonostasu
Tam, gdzie ikonostas jest bardzo rozbudowany (szczególnie u wyznawców słowiańskich, zarówno prawosławnych, jak i z katolickich Kościołów wschodnich), ikony są ułożone rzędami na całej jego długości. Klasyczny układ ikonostasu wysokiego jest ściśle ustalony. Rzędów zazwyczaj jest pięć. Pod koniec XVII w. podejmowano próby rozbudowy ikonostasu aż do sześciu i siedmiu rzędów. Te dwa kolejne rzędy obrazowały Mękę Pańską oraz sceny męczeństwa świętych chrześcijańskich, co miało podkreślać związek ofiary Chrystusa z męczeńską śmiercią świętych wyznawców.
Także około połowy XVII w. w grupie ikonostasów zachodnioukraińskich zaczął się pojawiać nowy, dodatkowy cykl ikon „niedziel Pięćdziesiątnicy”. Ilustrował wydarzenia opisywane w perykopach z Ewangelii odczytywane podczas poszczególnych niedziel okresu wielkanocnego. W cyklu obrazowane były następujące sceny: Niewierny Tomasz, Niewiasty przy Grobie, Chrystus i Samarytanka, Uzdrowienie paralityka, Uzdrowienie niewidomego, a także Wizja św. Piotra Aleksandryjskiego, która stanowiła odzwierciedlenie przedstawienia Soboru Nicejskiego. Cykl ten był specyfiką terenów współczesnej południowo-wschodniej Polski oraz dzisiejszej zachodniej Ukrainy. Poza tym obszarem nie był stosowany.
Każdy rząd (cs. jarus) ikonostasu ma swój układ ikon i swoje znaczenie. Pięć rzędów klasycznego ikonostasu stanowi w cerkwi symbol hierarchiczności świata.
|  | I. Ikony namiestne i wrota PD – predelle CW – królewskie wrota Z, E – Zwiastowanie, Ewangeliści (często Zwiastowanie umieszczane jest pomiędzy Ewangelistami) Wpn, Wpd – diakońskie wrota północne, południowe N1 – najbardziej czczony lokalny święty N2 – Hodegetria lub Eleusa N3 – Chrystus Nauczający N4 – Ikona chramowa – patron cerkwi II. Rząd świąteczny OW – Ostatnia Wieczerza P1–P12 – dwunadiesiatyje prazdniki (wielkie święta) III. Grupa deesis D – postacie z grupy deesis IV. Rząd proroków i Ojców Kościoła PR – prorocy MB – Matka Boska Modląca się V. PA – Patriarchowie |

### Rząd I. Ikony namiestne, wrota

#### Królewskie wrota
W środku rzędu umieszczone są dwuskrzydłowe drzwi – królewskie wrota (carskije wrata), wywodzące się z wcześniejszych bramek przegród ołtarzowych. Symbolizują wejście do królestwa Bożego i otwierane są tylko podczas niektórych momentów nabożeństwa (wyjątkiem jest Tydzień Paschalny, wtedy carskije wrata są otwarte przez cały czas). Przechodzić przez nie może jedynie kapłan pełniący posługę lub władca w dniu koronacji. W czasie Boskiej Liturgii kapłan wynosi przez nie Car Sławy (dary eucharystyczne: Ciało i Krew Jezusa Chrystusa).
Konstrukcja królewskich wrót może być zróżnicowana, a tym samym różny może być sposób i miejsce, w których umieszczane są na nich obrazowania (mogą być nanoszone bezpośrednio na skrzydła drzwi albo wstawiane w specjalnie przygotowane miejsca). Uzupełnieniem i ozdobą tego głównego przejścia mogą być ozdobne baldachimy (lambrekiny), zawieszane nad wrotami. Także na tych baldachimach mogły być umieszczane ikony (np. Mistyczna Wieczerza lub obrazowania przedstawiające Ojcostwo, Trójca Starotestamentowa, mandylion, Zbawiciela na tonie, deesis, Mądrość Bożą (Sofija), Ukrzyżowanie i temu podobne). Umieszczany tam mógł być także zestaw obrazowań Trójcy Świętej, Boga Ojca z aniołami, Chrystusa z dwoma aniołami trzymającymi rypidia (wachlarze), Deesis, Zbawiciela w postaci Baranka Bożego lub obrazowania związane z wezwaniem danej cerkwi. Za królewskimi wrotami powieszona jest zasłona (tzw. zawiesa, w przeszłości zwana płaszczanicą), która jest odsuwana i zasuwana w określonych momentach nabożeństwa.
Na skrzydłach królewskich wrót, które symbolizują Dobrą Nowinę, jest umieszczona scena Zwiastowania oraz wizerunki (lub symbole) czterech ewangelistów lub alternatywnie obrazowania dwóch świętych (najczęściej Bazylego Wielkiego i Jana Chryzostoma) albo (rozwiązanie rzadko spotykane) kompozycję wielu świętych. Nad tymi drzwiami lokowana jest ikona Ostatniej Wieczerzy lub ikona Komunii Apostołów.

#### Ikonynamiestne(miejscowe)
Na płaszczyznach między królewskimi wrotami a drzwiami diakońskimi lokowana jest ikona Bogurodzicy typu Hodegetria (po lewej stronie od królewskich wrót) oraz ikona Chrystusa (po prawej stronie). Te dwie ikony muszą pojawić się na każdym ikonostasie – nawet na najskromniejszym, bowiem to kompozycja składająca się z dwóch najważniejszych ikon: pierwszej przypominającej Wcielenie (przedstawia Matkę Bożą z Dzieciątkiem Jezus na ręku) i drugiej wskazującej na paruzję, czyli zapowiadany przez proroków powrót Chrystusa na świat. W skrajnym po lewej stronie miejscu (na lewo od północnych drzwi diakońskich) sytuowana jest lokalnie czczona ikona, a miejsce na prawo od południowych drzwi diakońskich zajmuje tzw. ikona świątynna (lub chramowa): ikona patrona cerkwi albo święta parafialnego, albo Mikołaja z Miry.

#### Drzwi diakońskie
Po obu stronach królewskich wrót znajdują się jednoskrzydłowe drzwi diakońskie. Drzwi te służą do wchodzenia i wychodzenia kapłana, diakona lub niższego kleru bez szat liturgicznych. Północne drzwi diakońskie wiodą do żertwiennika (stolika na dary eucharystyczne), a południowe do diakonikonu, czyli do pomieszczenia, w którym przechowywane są utensylia (naczynia liturgiczne, szaty, etc).
Drzwi diakońskie najczęściej są zdobione ikonami archaniołów (Michała i Gabriela), Anioła Stróża, świętych archidiakonów Szczepana i Filipa, starotestamentowych kapłanów Aarona i Melchizedeka, proroków: Daniela i Habakuka, ewentualnie postacią św. Racha (Dobrego Łotra) w raju. Alternatywnie na drzwiach diakońskich mogą być umieszczane wydarzenia z życia Adama, obrazowanie drabiny do nieba (Jana Klimaka) i inne.

#### Opcjonalny rządszestiolistowyj
Nad rzędem namiestnym wstawiano czasem dodatkowy, mały rząd ikon, zwany szestiolistowym (od rozmiaru 6 listków złota do wykonania złocenia ikony) lub piadicznym (od piędzi – dawnej miary długości, równej ⅓ łokcia, czyli ok. 19,8 cm). Rząd ten charakteryzował brak określonego porządku w rozmieszczeniu i doborze ikon. Mogły to być ikony ofiarowane do cerkwi przez wiernych. Tego typu zestawy pojawiały się w ruskich ikonostasach w XVI w.

### Rząd II. świąteczny (prazdniki) – przedstawienie najważniejszych świąt w roku.
Rząd grupy świątecznej może występować bezpośrednio nad rzędem namiestnym lub nad wyżej położonym rzędem deesis.
Na środku drugiego rzędu, czyli nad królewskimi wrotami, umieszczana jest ikona Ostatniej wieczerzy lub ikona Komunii Apostołów, a po bokach ikony dwunastu wielkich świąt (dwunadziesiatyje prazdniki), ułożonych w kolejności zgodnej z chronologią wydarzeń ewangelicznych lub z porządkiem roku liturgicznego.
Typowy zestaw to 12 ikon z wydarzeniami wybranymi z następującego zbioru:
1. Narodzenie Najświętszej Bogurodzicy (cs. Rożdiestwo Preswiatyja Bogorodicy),
2. Podwyższenie Krzyża Świętego (Wozdwiżenije Czestnago i Żywotworaszczego Kriesta Gospodina),
3. Wprowadzenie Najświętszej Bogurodzicy do Świątyni (Wwieienije wo chram Preswiatyja Bogorodicy),
4. Narodzenie Chrystusa (Rożdiestwo Christowo),
5. Objawienie (Bogojawlienije),
6. Spotkanie Pańskie (Sretienije Gospodnie) – Ofiarowanie w świątyni,
7. Zwiastowanie Najświętszej Bogurodzicy (Błagowieszczenije Preswiatyja Bogorodicy),
8. Wjazd Chrystusa do Jerozolimy (Wchod Gospodien wo Ijerusalim),
9. Wniebowstąpienie Pańskie (Wozniesienije Gospodnie),
10. Pięćdziesiątnica (Piatidiesiatnica), czyli Zstąpienie Ducha Świętego na Apostołów (Soszestwije Swiatogo Ducha na Apostołow),
11. Przemienienie Pańskie (Preobrażenije Gospodnie),
12. Zaśnięcie Najświętszej Bogurodzicy (Uspienije Preswiatoj Bogurodicy).

### Rząd III. Grupa deisis (deesis)
Termin „deesis” oznacza modlitwę (czynność zwracania się z modlitwą) (po grecku déēsis znaczy prośbę, błaganie, modlitwę). Kompozycja znana jest też pod nazwą trimorfion. Nazwa deesis początkowo odnosiła się do jednej ikony, później do całego rzędu w ikonostasie, a na koniec do całej części powyżej rzędu namiestnego.
Pierwotnie deesis było obrazowane na epistylonach montowanych na poziomych belkach stanowiących templon. Jeśli belka w danej cerkwi była niewystarczająco szeroka, to instalowano w ten sposób także rząd ikon świątecznych. Rząd ikon świątecznych był zwykle sytuowany poniżej rzędu deesis. W istniejących ikonostasach rząd grupy deesis może więc występować nad rzędem świątecznym lub bezpośrednio nad rzędem namiestnym.
W ujęciach ikonograficznych triada osób: Chrystus–Maria–Jan Chrzciciel, czyli trimorfion, tworzy kompozycję zwaną deesis. Kompozycja ta ukazuje Chrystusa Pantokratora w towarzystwie modlitewnie upozowanych Matki Boskiej i św. Jana Chrzciciela. Przedstawienie owej triady określane jest także jako Trina Sanctitas, a ten rząd ikonostasu nazywany jest rzędem hierarchii deisisowej (deisisowoj czin).

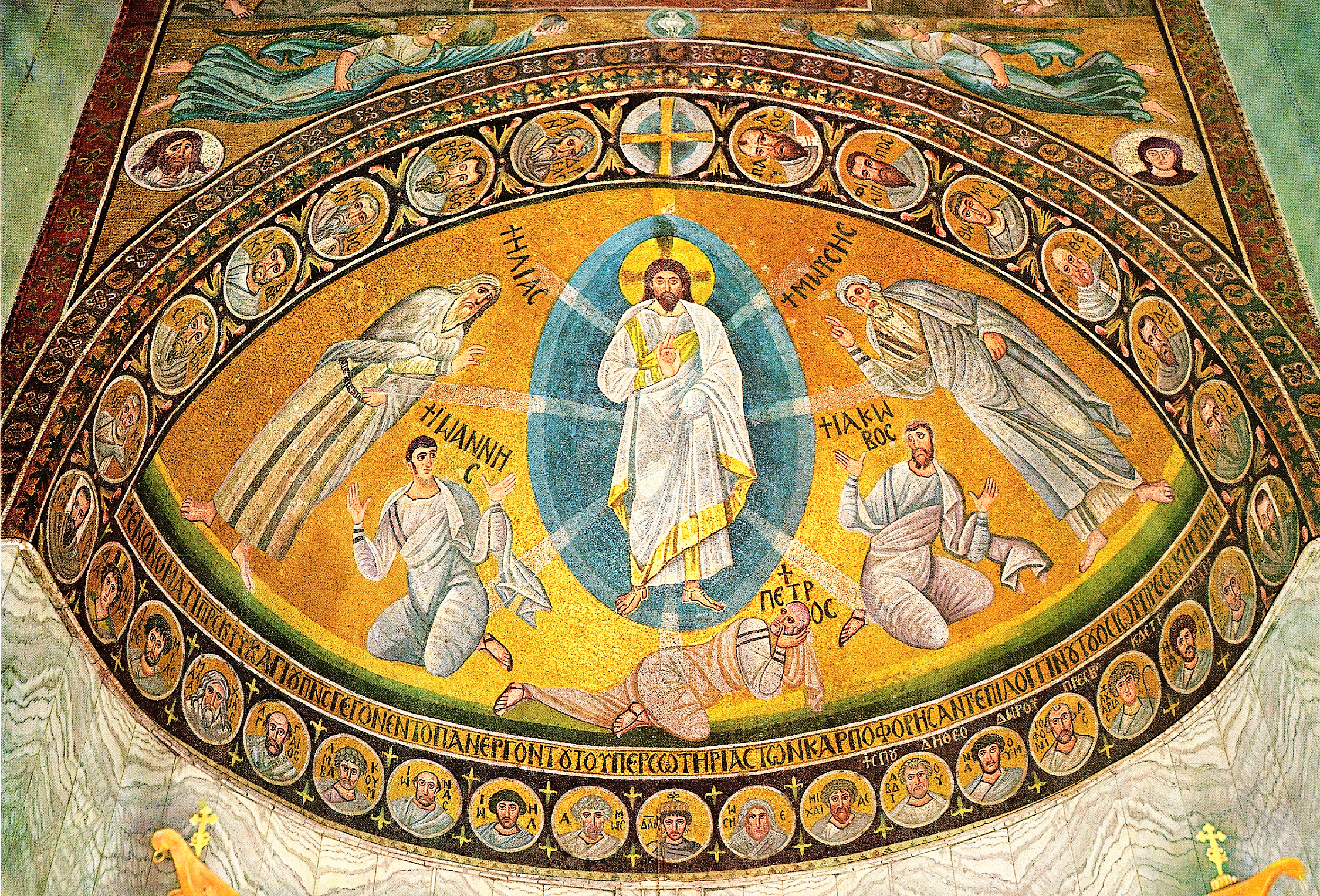
Mozaika nad łukiem tęczowym z klasztoru Świętej Katarzyny na Synaju (VI w.). W scenie Przemienienia Chrystusowi towarzyszy Mojżesz oraz Eliasz, a także apostołowie Piotr, Jakub i Jan. Po bokach, na ścianie tęczowej ulokowane są dwa medaliony: Bogurodzicy i Jana Chrzciciela

„Deesis należy niewątpliwie do ścisłego kanonu tematów ikonograficznych sztuki średniowiecznej, o pierwszorzędnej wymowie teologiczno-doktrynalnej: jest bowiem swego rodzaju obrazowym archetypem, alegoryczną sublimacją, wizualną ekspresją fundamentalnej dla chrześcijaństwa idei pośrednictwa i wstawiennictwa świętych”.

Przedstawienie deesis prawdopodobnie zostało ukształtowane w Cesarstwie Bizantyńskim około VI wieku. Za praformę deesis bywa uznawana VI-wieczna mozaika usytuowana nad łukiem tęczowym bazyliki klasztoru Świętej Katarzyny u podnóża góry Synaj, czyli w okresie powstawania pierwszych ikon. Ukształtowane formy deesis można odnaleźć w polichromiach wykonanych w świątyniach po okresie ikonoklazmu, a także w miniaturach czy szatach liturgicznych. Poszczególne kompozycje deesis mogą się różnić. Mogą być to kompozycje całopostaciowe, półpostaciowe, popiersia lub ukazujące same głowy. W wysokich ikonostasach deesis zajmuje centralne miejsce, a po ich bokach lokowane są inne wizerunki i w ten sposób powstaje tzw. wielkie deesis (sc. deisusnyj czin).
W starszych kompozycjach tego typu, czyli przed okresem ukształtowania się tak zwanego ikonostasu wysokiego, autorzy mieli do dyspozycji niewielką przestrzeń. W związku z tym po obu stronach ikony Chrystusa umieszczano: po lewej ikony św. Jana Chrzciciela, Archanioła Gabriela, św. Pawła i dwóch ewangelistów, a po prawej Matki Bożej, Archanioła Michała, św. Piotra i dwóch kolejnych ewangelistów. Później wstawiano ikony wybranych apostołów oraz ikony świętych i męczenników (np. Jana Chryzostoma, Bazylego Wielkiego, Mikołaja z Miry lub innego, czczonego w danym miejscu świętego). Prawdopodobnie od 2. połowy XVII w. nastąpiły zmiany w kompozycji deesis i w miejsce świętych i męczenników zaczęto umieszczać ikony 12 apostołów lub większą liczbę z grupy siedemdziesięciu dwóch. Kompozycja mogła składać się z odrębnych ikon lub ze zbioru obrazowań umieszczonych na wspólnym, dwóch lub trzech podobraziach, w zależności od specyfiki i możliwości danej przegrody.
Uwaga: w mniej rozbudowanych ikonostasach deesis lokowane jest bezpośrednio nad rzędem ikon namiestnych, a pod rzędem świąt.

### Rząd IV. prorocki
Wyobrażeni są tutaj prorocy, pochodzący ze Starego Testamentu, którzy zapowiadali narodzenie Chrystusa. W centrum rzędu znajduje się ikona Matki Bożej z Emmanuelem na tronie lub Bogurodzicy Znaku, przedstawiająca Ją z modlitewnie wyciągniętymi ku niebu rękami i Dzieciątkiem w łonie. Po obu stronach tej ikony umieszczano wizerunki Dawida (po prawej stronie) i Salomona (po lewej stronie). Dalej lokowane były ikony przedstawiające proroków. Prorocy byli przedstawiani ze zwojami w ręku lub z atrybutami (np. Jakub z drabiną, Mojżesz z krzewem gorejącym). Kolejność ich rozmieszczania i skład bywał różny. Kompozycja tego rzędu odnosiła się do misterium wcielenia i królowania Chrystusa.

### Rząd V. praojców
Ten rząd nazywany jest „praojcowskim”. Na środku lokowana jest ikona Trójcy Świętej Starotestamentowej, a umieszczane po jej bokach ikony odsyłały wiernych do wydarzeń najbardziej odległych czasowo. Tutaj przedstawione były ikony postaci ze Starego Testamentu – od Adama, Ewy, Abla, Noego, przez Jakuba, Henocha, Melchizedeka, po innych praojców, w różnej kolejności. Kompozycja tego rzędu miała charakter modlitewny. Rząd praojców został dodany w XVI w., ale nie zyskał dużej popularności.
Publikacja Warszawskiej Metropolii Prawosławnej „O nabożeństwie prawosławnym” podaje, że w rzędzie tym, obok Trójcy lub ikony Zmartwychwstania umieszczane bywają ikony świętych Nowego Testamentu.

### Zwieńczenie ikonostasu
W wieku XVII w zwieńczeniu przegrody zaczęto lokować obrazowania cherubinów i serafinów. Dołączano także mandylion i ikonę Boga Ojca-Sabaotha (Pana zastępów). Sobór moskiewski (1666–1667) wprowadził nakaz zastępowania ikony Boga Ojca ikoną Ukrzyżowania lub mandylionem. Z końcem XVII w. także ikony cherubinów i serafinów zaczęły być zastępowane innymi obrazowaniami, które miały uzupełniać ukazane już postaci lub wydarzenia. Umieszczano tam ikonę Ukrzyżowania (w rozbudowanej wersji) lub, rzadko występującą, ikonę Cierpienie Apostołów. Wizerunki cherubinów i serafinów trafiły wówczas na kolumny ikonostasu i inne elementy architektoniczne. Ostatecznie zwieńczenie ikonostasu stanowi krzyż lub Golgota, która zawiera także obrazowanie ukrzyżowanego Chrystusa oraz Matki Bożej i Jana Ewangelisty po obu stronach. Z kolei obok krzyża mogą być umieszczane tablice Dekalogu, laska Aarona i naczynie z manną.